# Paya Angus
Paya Angus is een bestuurslaag in het regentschap Muara Enim van de provincie Zuid-Sumatra, Indonesië. Paya Angus telt 1348 inwoners (volkstelling 2010).